# 서울연천초등학교
서울연천초등학교는 대한민국 서울특별시 은평구 불광동에 있는 공립 초등학교이다.

## 학교 연혁
- 1985년 5월 6일 서울연천초등학교 개교
- 2010년 10월 10일 연천 다목적강당(연천누리관) 신축
- 2011년 12월 31일 병설유치원 개원
- 2015년 3월 1일 서울형 혁신학교 지정
- 2017년 9월 1일 제11대 정하소 교장 부임
- 2019년 3월 1일 서울형 혁신학교 2기 지정
- 2020년 2월 13일 제35회 졸업식(58명, 누계 5817명)
- 2020년 3월 1일 18학급 편성
- 2020년 3월 1일 특수학급(도담교실) 신설
- 2025년 5월 6일 개교 40주년

## 학교 상징
- 교화 - 개나리 : 연천어린이들이 개나리꽃처럼 밝고 건강하게 자라며 어떠한 어려움도 이겨내라는 뜻을 담고 있다.
- 교목 - 느티나무 : 느티나무는 큰 인재를, 줄기는 강인한 의지를, 고루 퍼진 가지는 조화된 질서를, 단정한 잎들은 연천어린이들의 무궁한 번영을 상징한다.

## 참고 자료
- 서울연천초등학교 - 한국교육학술정보원 학교알리미